# Kabinet-Ansip II

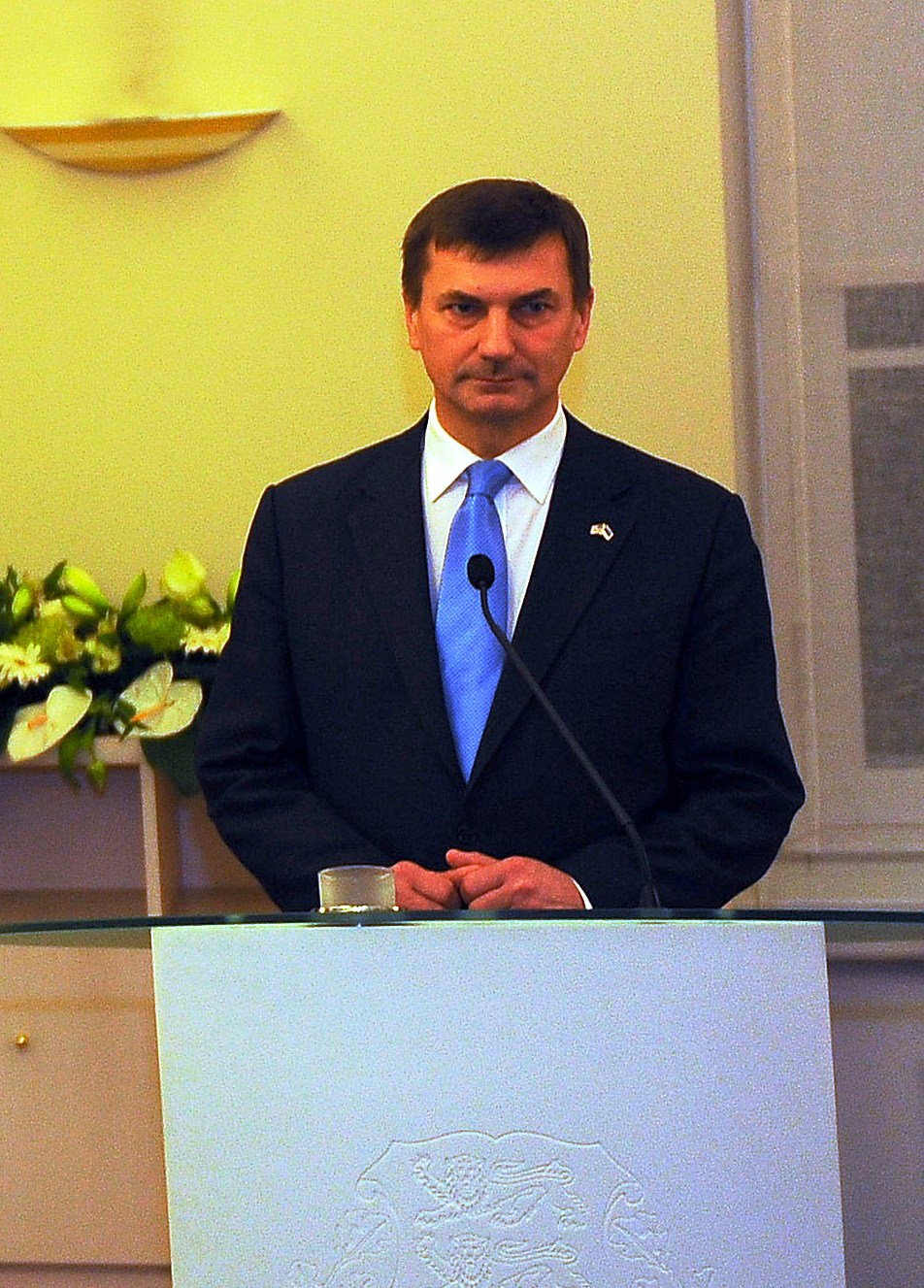
Andrus Ansip in 2008

Het tweede kabinet van Andrus Ansip was van 5 april 2007 tot 6 april 2011 de regering van Estland. Het trad in functie na de verkiezingen van 2007 voor de Riigikogu, het Estische parlement. Het kabinet was tot 21 mei 2009 een coalitie van Eesti Reformierakond, Isamaa ja Res Publica Liit (IRL) en Sotsiaaldemokraatlik Erakond (SDE), waarna de Reformierakond en IRL vanaf 4 juni 2009 als minderheidskabinet doorgingen.

## Samenstelling
- Premier: Andrus Ansip (Reformierakond)
- Minister van Financiën:
  - Ivari Padar (SDE) tot 21 mei 2009
  - Jürgen Ligi (Reformierakond) vanaf 4 juni 2009
- Minister van Buitenlandse Zaken: Urmas Paet (Reformierakond)
- Minister van Economische Zaken en Communicatie: Juhan Parts (IRL)
- Minister van Justitie: Rein Lang (Reformierakond)
- Minister van Defensie: Jaak Aaviksoo (IRL)
- Minister van Cultuur: Laine Jänes (Reformierakond)
- Minister van Binnenlandse Zaken:
  - Jüri Pihl (SDE) tot 21 mei 2009
  - Marko Pomerants (IRL) vanaf 4 juni 2009
- Minister van Regionale Zaken°:
  - Vallo Reimaa (IRL) tot 22 januari 2008
  - Siim Valmar Kiisler (IRL) vanaf 23 januari 2008
- Minister van Onderwijs en Onderzoek: Tõnis Lukas (IRL)
- Minister van Milieu: Jaanus Tamkivi (Reformierakond)
- Minister van Sociale Zaken:
  - Maret Maripuu (Reformierakond) tot 23 februari 2009
  - Hanno Pevkur (Reformierakond) vanaf 23 februari 2009
- Minister van Bevolkingszaken°: Urve Palo (SDE) tot 21 mei 2009
- Minister van Landbouw: Helir-Valdor Seeder (IRL)

° = minister zonder portefeuille